# Henri de Schleswig
Henri ou Heinrik de Schleswig (mort en 1375). Duc de Schleswig de 1364 à 1375. Il  est le dernier représentant de la lignée des ducs de Schleswig issue d’Abel de Danemark, le fils du roi Valdemar II de Danemark. 

## Biographie
Henri était le fils et successeur du duc Valdemar V de Schleswig et de son épouse Richizza de Schwerin (morte en 1386). Henri était un prince valétudinaire il fut rapidement évident qu’il ne pourrait pas avoir de descendance. Sa tante Hedwige de Schleswig qui était sa seule héritière directe était depuis les accords de 1340 l’épouse du  roi Valdemar IV de Danemark. 
Sa future succession devient  donc un enjeu politique de première important pour les comtes de Holstein qui mettent en avant l’inféodation du Schleswig en 1326 par son père devenu le roi Valdemar III de Danemark au profit de Gérard III de Holstein.   
Les comtes  de Holstein poussent Henri  à participer avec eux à une ligue de gentilshommes jutlandais hostiles au roi constituée le 12 mars 1368  et qui s’oblige à ne faire la paix avec le Danemark qu’après que le duc de Schleswig ait récupéré l’île de Langeland.
Valdemar IV de Danemark et son épouse de leur côté manœuvrent auprès de la mère d’Henri qui le 1er janvier 1373 choisit le roi comme tuteur et  met sous sa protection  l’île d’Als et les juridictions du Schleswig qui constituaient son douaire. À la mort d’Henri avant le 25 septembre 1375, Valdemar IV de Danemark peut se mettre en possession du duché de Schleswig à l’exception des châteaux de Gottorp et de Nyenhuus qui étaient déjà entre les mains des comtes de Holstein.